# Halcampactis mirabilis
Halcampactis mirabilis är en havsanemonart som beskrevs av John Keith Marshall Lang Farquhar 1898. Halcampactis mirabilis ingår i släktet Halcampactis och familjen Haliactiidae. Inga underarter finns listade i Catalogue of Life.